# 虽然只是弄丢了手机 (2023年电影)
是一部2023年上映的韓國驚悚懸疑片，改編自日本作家志駕晃創作的同名小說，由新人導演金泰俊執導，千玗嬉、任時完、金熙元主演。此片講述一名平凡的公司職員弄丟了記錄自己所有個人資訊的智能手機後，日常生活開始遭受威脅，追蹤隨之發生的一系列事件，2023年2月17日通過Netflix全球獨家放映。

## 劇情
李娜美是一名在新創公司擔任行銷的年輕女子，並在父親李勝友的咖啡店兼職工作。某晚，娜美不小心在公車上遺失了她的智慧型手機，手機被一名男子吳俊榮撿到。吳俊榮利用一個變聲應用程式，假裝成手機修理店的工作人員，讓娜美隔天來取回手機。當娜美去取手機時，吳俊榮假裝修理手機，並趁機安裝間諜軟體，將手機內容克隆到自己的裝置上。
吳俊榮之前已經對其他八名受害者使用過相同的手法。他開始跟蹤娜美，觀察她的日常生活，並利用這些資訊接近她，試圖與她建立友誼。娜美的父親李勝友對吳俊榮感到懷疑，然而，吳俊榮設計進入了李勝友的家，將他囚禁起來，使他無法保護娜美。
同時，刑警禹志萬正在調查一起發生在偏遠山區的謀殺案，並發現線索指向吳俊榮——他多年未見的兒子。禹志萬追查到吳俊榮的住處，發現了大量犯罪證據，但吳俊榮設局反制，成功銷毀了所有證據。後來，警方在現場找到吳俊榮的另外七名受害者的屍體。
吳俊榮利用娜美的社群媒體洩露公司機密，並在網路上詆毀她的公司，導致娜美被開除。娜美和她的好朋友鄭恩珠嘗試向警方報案，但警方要求她們先找到駭客入侵的證據。吳俊榮攔截了她們發給另一位朋友、數位安全專家的求助訊息，並冒充這位專家接近她們。吳俊榮成功挑撥娜美與鄭恩珠之間的友誼，讓娜美陷入孤立無援的境地。
娜美後來回想起修手機的經歷，返回手機修理店，並在那裡遇到了正在追查此案的禹志萬和他的搭檔金正浩。娜美意識到吳俊榮才是間諜軟體的安裝者，並提議設下圈套將他引到她的公寓。她卻不知道吳俊榮其實是一名連環殺手。禹志萬和金正浩在娜美的公寓樓下看到吳俊榮出現，但未能認出他，因此讓他離開。
在錯誤認為圈套失敗後，禹志萬和金正浩安排娜美回到父親的家。不料吳俊榮已經在那裡，並逼迫娜美親手將父親李勝友溺死在浴缸裡。就在這時，禹志萬和金正浩根據娜美發出的求救信號返回，成功逮捕了吳俊榮。最終，事實揭露：吳俊榮早已竊取了禹志萬兒子的身份，並將其作為第一個受害者。以為父親已經身亡的娜美，開槍射殺了吳俊榮。幸運的是，李勝友其實還活著，而禹志萬則承擔了射殺吳俊榮的責任，吳俊榮則被警方逮捕。
事件過後，娜美重新過著正常生活，並與父親繼續經營咖啡店，與鄭恩珠也重修舊好，恢復了她在社群媒體上的良好名譽。

## 演員陣容

### 主要人物
| 演員                    | 角色   | 介紹                                                    |
| ----------------------- | ------ | ------------------------------------------------------- |
| 千玗嬉 （童年：朴素乙） | 李娜美 | 弄丟手機的平凡公司職員。                                |
| 任時完                  | 吳俊榮 | 手機修理師傅。                                          |
| 金熙元                  | 禹志萬 | 抱川警察局重案2隊隊長，追踪发生的一系列可疑事件的刑警。 |

### 其他人物
| 演員   | 角色   | 介紹                             |
| ------ | ------ | -------------------------------- |
| 朴呼山 | 李勝友 | MIZI咖啡廳老闆，李娜美的父親。   |
| 金叡園 | 鄭恩珠 | 李娜美的好友。                   |
| 全鎮吾 | 金正浩 | 抱川警察局失蹤組組長。           |
| 吳賢慶 | 吳社長 | 「美味魔芋」社長，李娜美的老闆。 |
| 柳聖賢 |        | 抱川警察局刑事科長。             |
| 全益玲 | 貞美   | 禹志萬的妻子、禹俊榮的母親。     |
| 金姝   | 恩美   | 「美味魔芋」職員，李娜美的同事。 |
| 李貞恩 | 秋瑩   | 「美味魔芋」職員，李娜美的同事。 |
| 金善華 | 紫恩   | 「美味魔芋」職員，李娜美的同事。 |
| 金敏珠 | 秀真   | 「美味魔芋」職員，李娜美的同事。 |
| 白道謙 |        | 科學搜查組組長。                 |
| 李昌勇 |        | 首爾警察局網絡搜查隊警察。       |

### 特別出演
| 演員   | 角色   | 介紹           |
| ------ | ------ | -------------- |
| 李龍女 | 仁子   |                |
| 吉海妍 | 在妍   | 殷美慶的母親。 |
| 崔燦豪 | 禹俊榮 | 禹志萬的兒子。 |

## 製作
主体拍摄於2021年3月21日開始，同年6月27日殺青。

## 發行
2022年11月1日，媒體報導Netflix近日作為主體提交了該片的分級審查申請，因此猜測該片將透過Netflix公開而非在影院上映，隨後負責投資發行的CJ ENM和Netflix回應雙方互相轉讓了版權，但上映相關事宜尚未決定。
2023年1月12日，Netflix發布首款預告海報，宣佈將於2月17日全球獨家上線。

## 反響
據全球OTT平台收視排名統計網站Flix Patrol顯示，該片在Netflix全球電影中排名第二位（截至2月19日），在韓國、越南、台灣、新加坡、菲律賓、馬來西亞、香港等亞洲國家與地區佔據了第一名。

## 奖项荣誉
| 年份   | 颁奖礼           | 奖项       | 入围者 | 结果 | 参考  |
| ------ | ---------------- | ---------- | ------ | ---- | ----- |
| 2023年 | 第32屆釜日電影獎 | 最佳男主角 | 任时完 | 提名 | [ 8 ] |

## 外部連結
- 在Netflix上觀看《虽然只是弄丢了手机》
- NAVER上《虽然只是弄丢了手机》的資料
- Daum上《虽然只是弄丢了手机》的資料

- 韩国电影数据库（KMDb）上《虽然只是弄丢了手机》的資料